# Europees kampioenschap curling gemengd
Het Europees kampioenschap curling voor gemengde landenteams was een jaarlijks curlingtoernooi, dat in 2005 voor het eerst en in 2014 voor het laatst werd gehouden.

## Geschiedenis
De eerste editie van het Europees kampioenschap curling voor gemengde landenteams werd in 2005 gehouden in het Andorrese Canillo. Finland won deze openingseditie door Zweden met 6-4 te verslaan. In 2006 won Schotland, en opvallend genoeg won Wales de derde editie van het EK voor gemengde landenteams. Wales had nog nooit het podium gehaald op eender welk curlingkampioenschap.
Naast Wales zijn er nog enkele landen die opvallend beter scoorden in de gemengde variant dan bij de mannen of de vrouwen. Ook Tsjechië wist zijn eerste curlingmedaille te veroveren in de gemengde variant. De European Curling Federation trachtte de sport ook meer ingang te vinden in nieuwe landen door deze EK-variant te laten plaatsvinden in jonge curlinglanden, zoals Andorra, Spanje, Oostenrijk, Tsjechië en Turkije.
In november 2014 besliste de World Curling Federation om het EK voor gemengde landenteams op te heffen en te vervangen door het wereldkampioenschap curling gemengd, dat in 2015 voor het eerst gehouden werd in het Zwitserse Bern. Het EK en het WK voor gemengde landenteams mogen overigens niet verward worden met het wereldkampioenschap curling gemengddubbel, alwaar er slechts twee in plaats van vier teamleden zijn.

## Erelijst
| Jaar | Plaats                | Goud        | Zilver      | Brons       |
| ---- | --------------------- | ----------- | ----------- | ----------- |
| 2005 | Canillo, Andorra      | Finland     | Zweden      | Duitsland   |
| 2006 | Claut, Italië         | Schotland   | Italië      | Rusland     |
| 2007 | Madrid, Spanje        | Wales       | Denemarken  | Duitsland   |
| 2008 | Kitzbühel, Oostenrijk | Duitsland   | Tsjechië    | Zweden      |
| 2009 | Praag, Tsjechië       | Schotland   | Denemarken  | Engeland    |
| 2010 | Howwood, Schotland    | Schotland   | Zwitserland | Duitsland   |
| 2011 | Tårnby, Denemarken    | Zwitserland | Duitsland   | Tsjechië    |
| 2012 | Erzurum, Turkije      | Schotland   | Zweden      | Finland     |
| 2013 | Edinburgh, Schotland  | Duitsland   | Schotland   | Hongarije   |
| 2014 | Tårnby, Denemarken    | Zweden      | Noorwegen   | Zwitserland |

## Medaillespiegel
| Plaats | Land        | Goud | Zilver | Brons | Totaal |
| 1      | Schotland   | 4    | 1      | 0     | 5      |
| 2      | Duitsland   | 2    | 1      | 3     | 6      |
| 3      | Zweden      | 1    | 2      | 1     | 4      |
| 4      | Zwitserland | 1    | 1      | 1     | 3      |
| 5      | Finland     | 1    | 0      | 1     | 2      |
| 6      | Wales       | 1    | 0      | 0     | 1      |
| 7      | Denemarken  | 0    | 2      | 0     | 2      |
| 8      | Tsjechië    | 0    | 1      | 1     | 2      |
| 9      | Italië      | 0    | 1      | 0     | 1      |
| 9      | Noorwegen   | 0    | 1      | 0     | 1      |
| 11     | Engeland    | 0    | 0      | 1     | 1      |
| 11     | Hongarije   | 0    | 0      | 1     | 1      |
| 11     | Rusland     | 0    | 0      | 1     | 1      |
| Totaal | Totaal      | 10   | 10     | 10    | 30     |